# Alfa Romeo Giulietta (750/101)
Die Alfa Romeo Giulietta (750/101) ist eine Modellreihe des italienischen Automobilherstellers Alfa Romeo, die von Anfang 1954 bis Ende 1964 hergestellt wurde. Das interne Typenkürzel lautet anfangs Tipo 750 und ab dem Jahr 1959 Tipo 101. Die Modellbezeichnung Giulietta hat Alfa Romeo im Laufe der Zeit mehrfach verwendet.

## Geschichte und Modellpflege
Auf dem Turiner Autosalon im April 1954 wurde die Giulietta erstmals öffentlich vorgestellt. Anders als ursprünglich geplant war das zweitürige Coupé Giulietta Sprint das erste Modell der Baureihe. Das Design des Sprint stammt von Mario Felice Boano von der Carrozzeria Ghia in Zusammenarbeit mit Franco Scaglione, Chefdesigner bei Giuseppe Bertone, dessen Karosseriebauunternehmen Bertone das Fahrzeug dann auch herstellte. Ein Jahr später folgte die viertürige Limousine mit der Bezeichnung Giulietta Berlina. Die Karosserie ist eine Eigenentwicklung von Alfa Romeo. In der zweiten Jahreshälfte 1955 erschien der offene zweitürige Giulietta Spider. Der Spider wurde von Pininfarina entworfen und auch dort hergestellt. Die Produktpalette wurde später um leistungsstärkere Versionen ergänzt, die bei Sprint und Spider den Namenszusatz Veloce (italienisch schnell) und bei der Berlina die Namensergänzung t.i. (turisma internazionale) erhielten. Später folgten noch weitere Varianten mit vergleichsweise geringen Stückzahlen, ein Kombi mit der Bezeichnung Promiscua sowie zwei sportliche Coupés, der Sprint Zagato und der Sprint Speciale.
Mit insgesamt rund 177.000 hergestellten Fahrzeugen war die Giulietta-Baureihe ein großer Erfolg. Alfa Romeo führte Montagelinien ein, um sie zu produzieren.
Der 1950 erschienene Alfa Romeo 1900 war in einer gehobenen Fahrzeugklasse angesiedelt und erzielte geringe Stückzahlen; die kompakte Giulietta war für einen größeren Kundenkreis erschwinglich. Alfa Romeo wurde dadurch erstmals ein Großserienhersteller. Auch die beiden Karosseriebauunternehmen Bertone und Pininfarina mussten ihre Kapazitäten wegen des Absatzerfolgs der Giulietta erhöhen. Deutschsprachige Eigentümer nannten die Giulietta oft Julchen.
Man unterscheidet drei Serien: die ursprüngliche Baureihe sowie die Serien nach dem Facelift 1959 und dem Facelift 1961. Nachfolger war die Alfa Romeo Giulia Limousine (105/115).

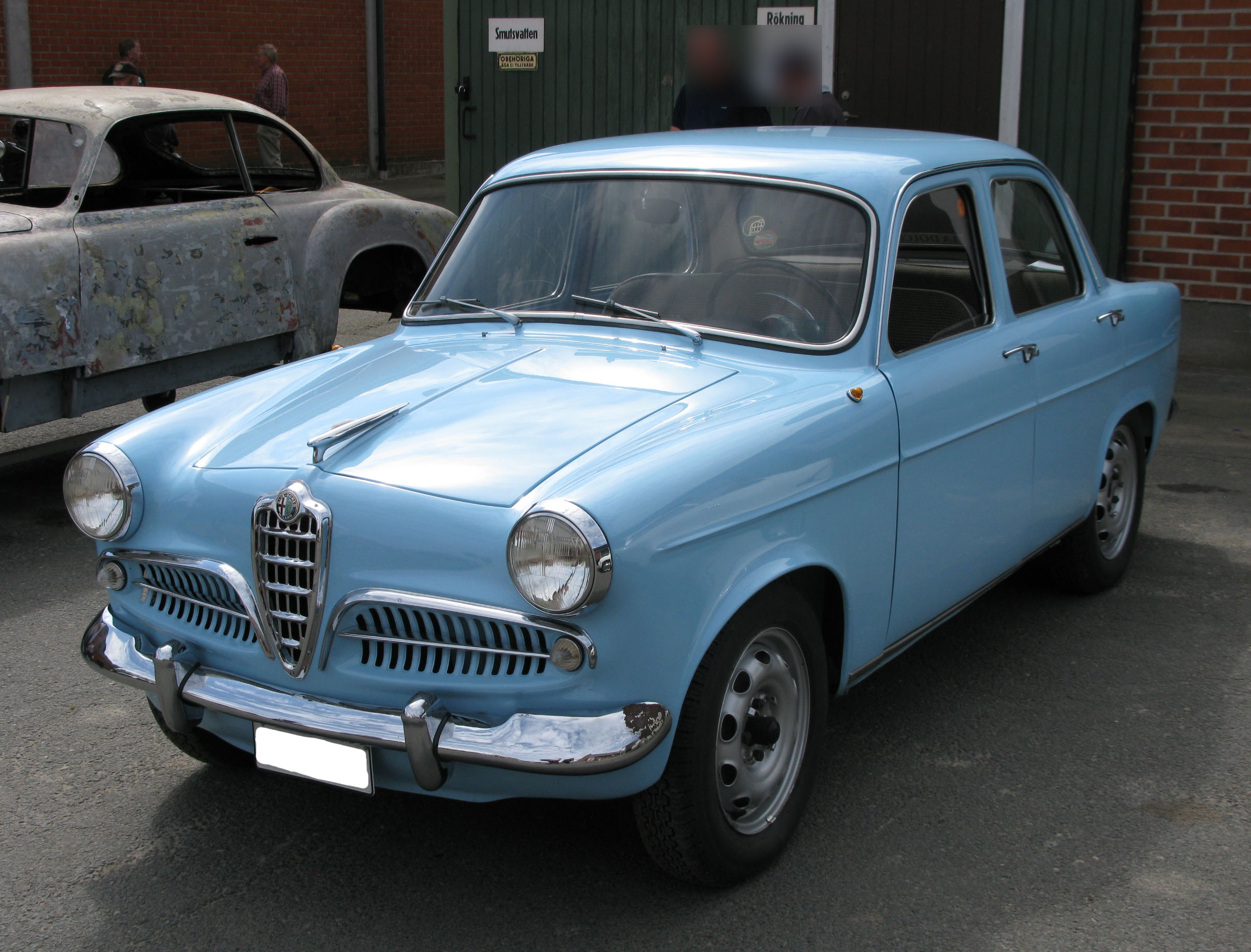
Berlina t.i. 1. Serie
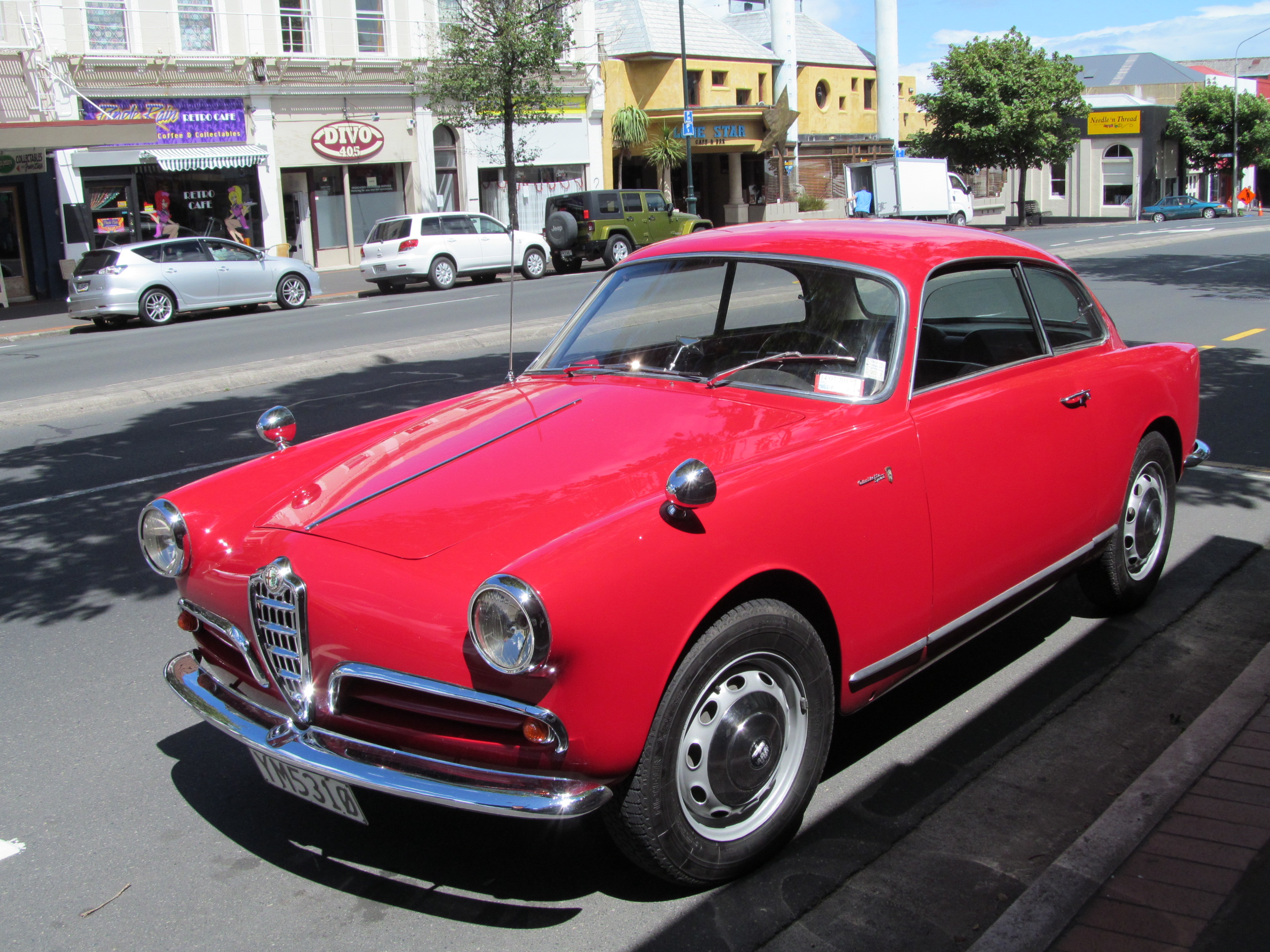
Sprint 1. Serie
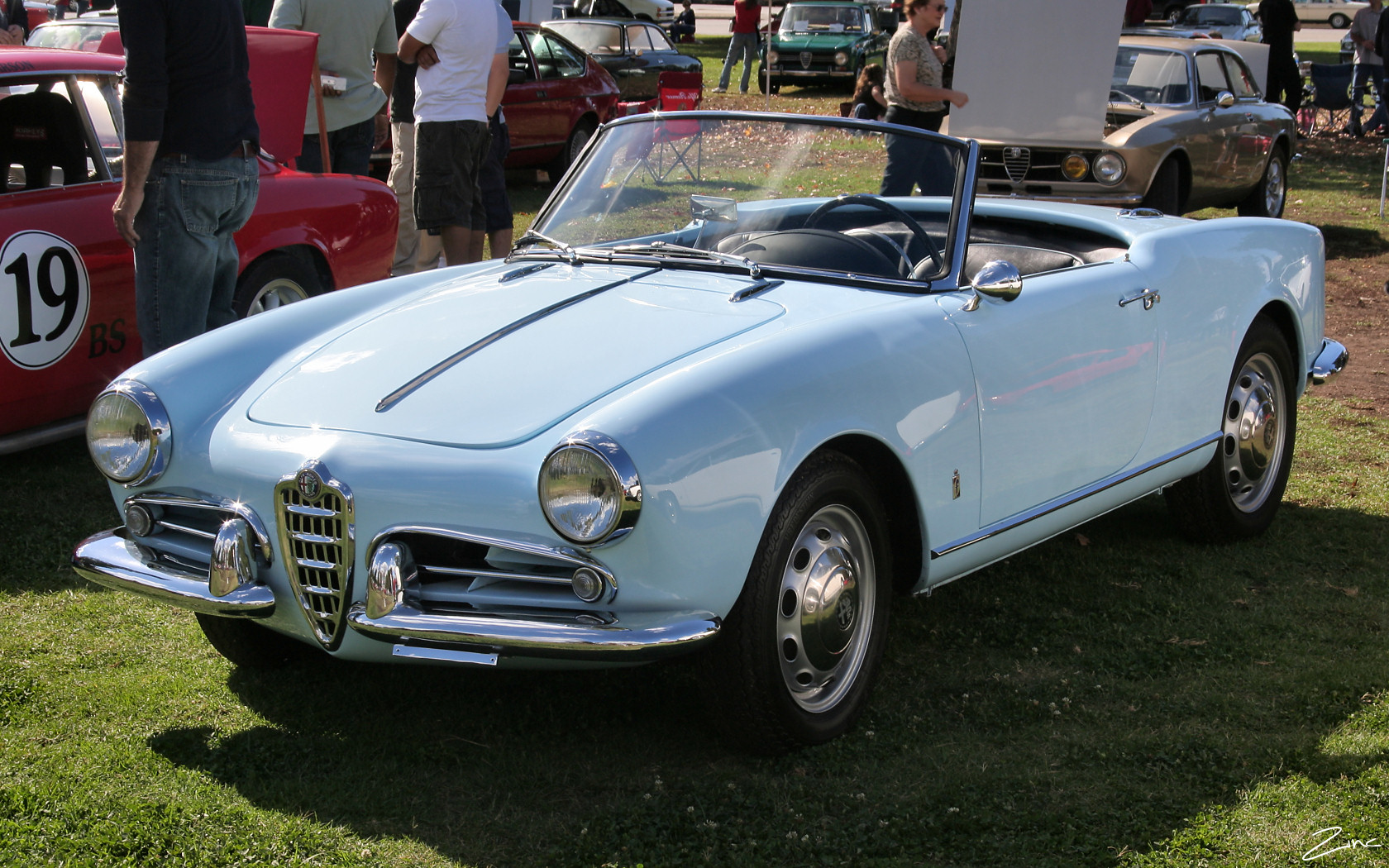
Spider 1. Serie

### Facelift 1959
Die Fahrzeugfront von Berlina und Sprint wurde zum Modelljahr 1959 überarbeitet. Die Einfassung und das Glas der Scheinwerfer wurden geändert. Bei der Berlina erhielten die beiden waagrechten Lufteinlässe, die bei Alfa Romeo Baffi (Schnauzbärtchen) genannt werden, mehr Chromschmuck sowie je zwei horizontale Balken. Beim Sprint wurden Chromgitter verwendet. Die Rückleuchten wurden bei allen Modellen durch eine vergrößerte Ausführung ersetzt. Das Armaturenbrett wurde ebenfalls überarbeitet. Der Spider wurde hinter den Türen um rund 5 cm verlängert. Außerdem änderte sich die Typenbezeichnung von 750 auf 101.

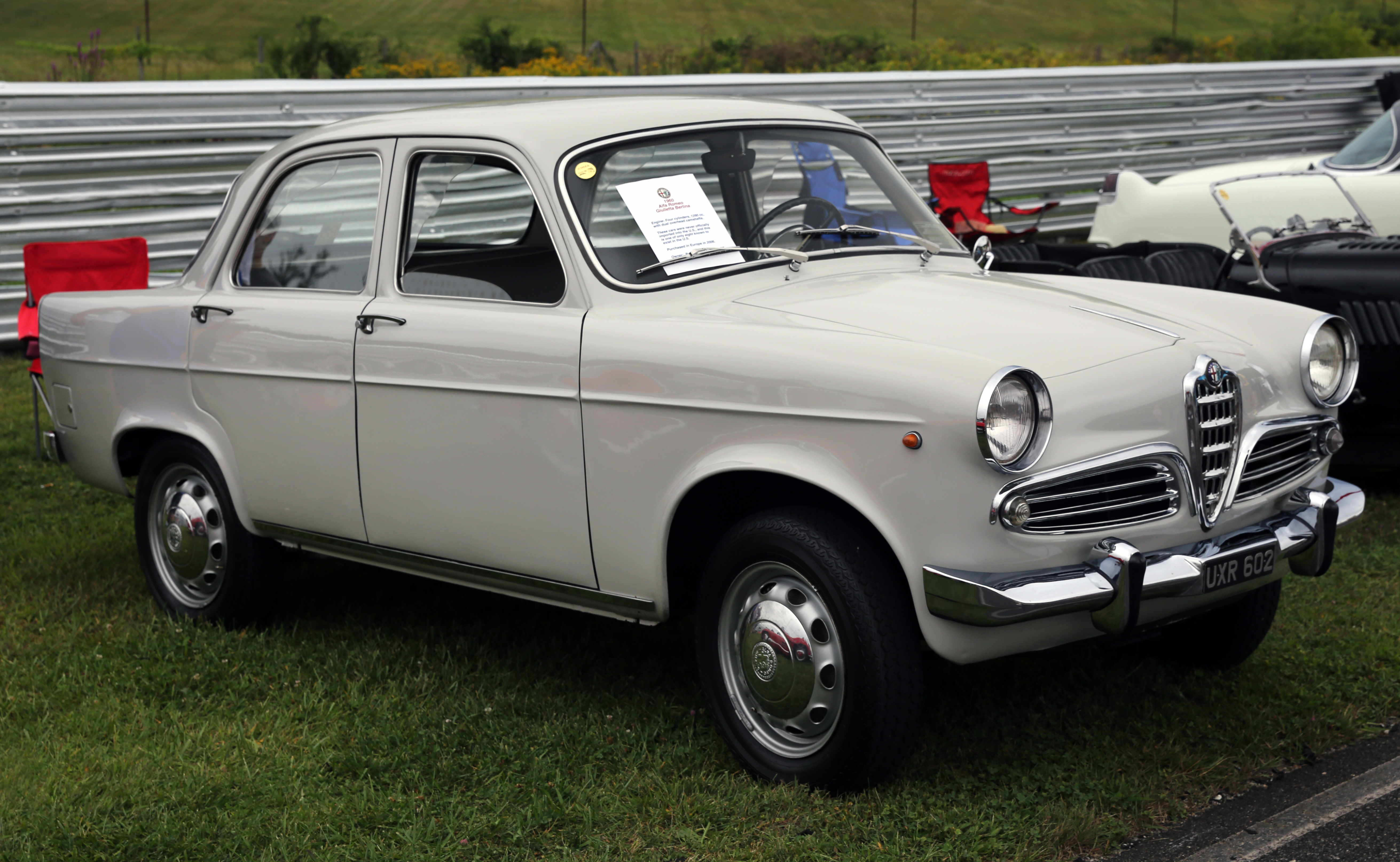
Berlina 2. Serie
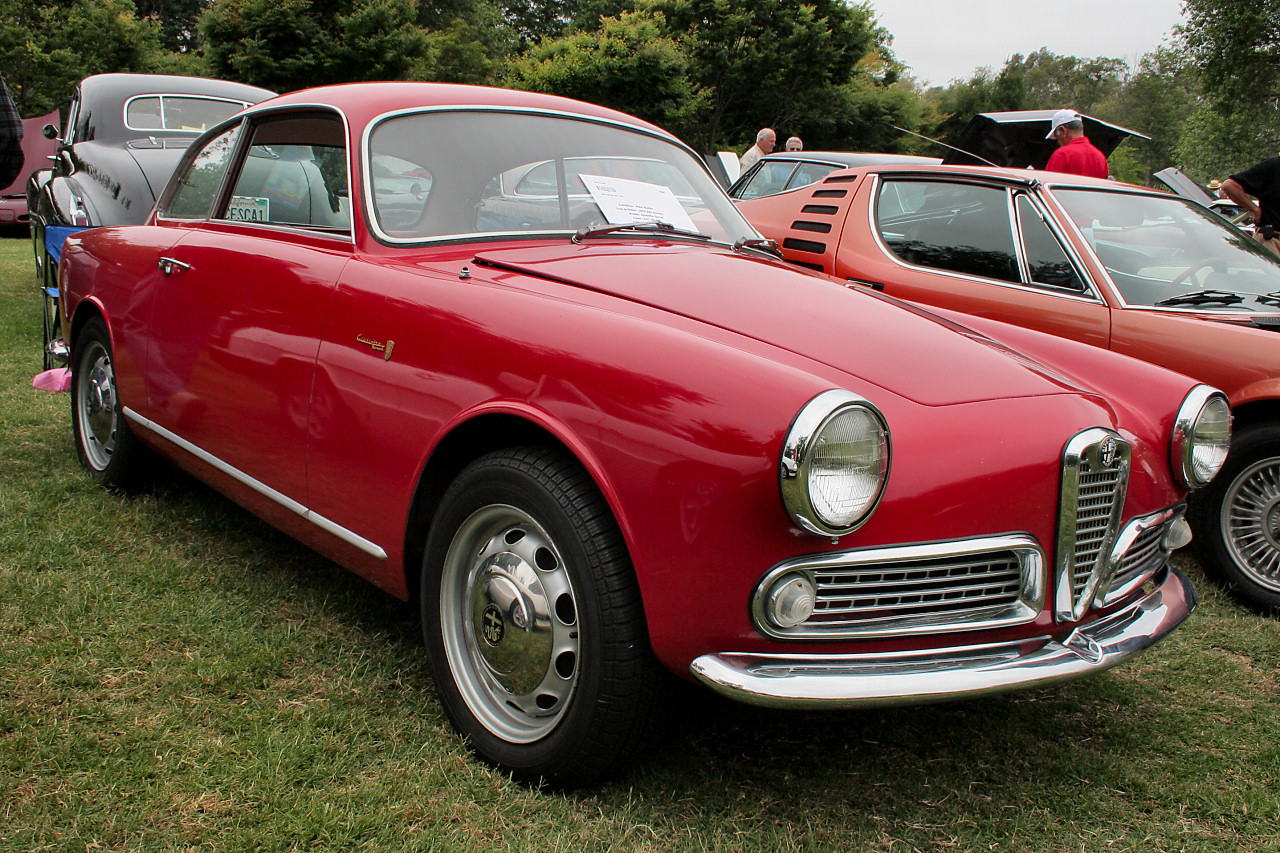
Sprint 2. Serie
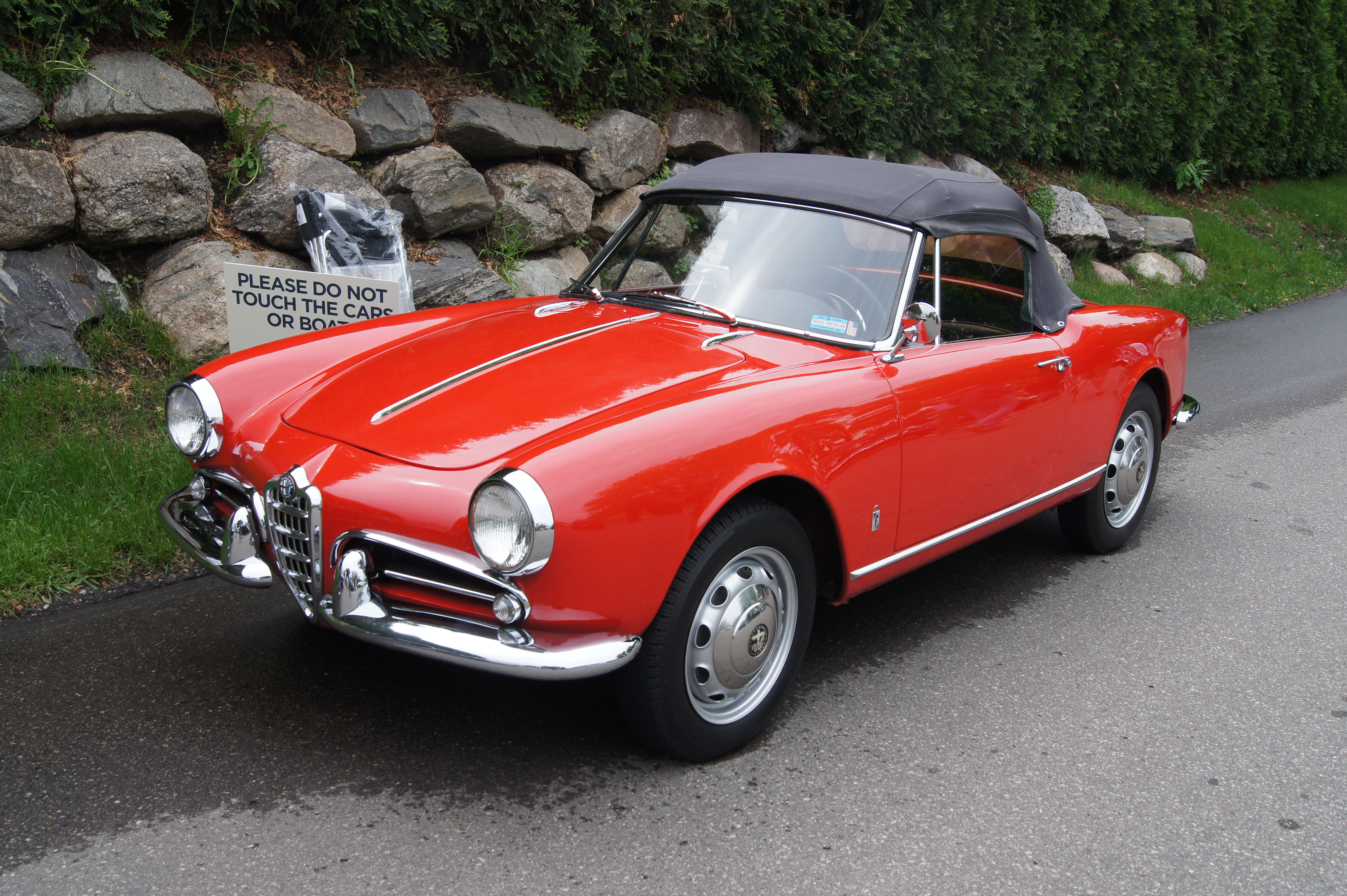
Spider 2. Serie

### Facelift 1961
Im Februar 1961 verließ die 100.001 Giulietta das Werk in Portello, einem Stadtteil von Mailand. Im Herbst 1961 kam ein zweites Facelift auf den Markt. Die Berlina und die Berlina t.i. erhielten leistungsstärkere Motoren mit unverändertem Hubraum. Die PS-Zahl stieg bei der Berlina von 53 auf 62 PS und bei der Berlina t.i. von 65 auf 74 PS. Die Front wurde bei der Berlina nochmals geändert, die Baffi erhielten (wie bereits ab 1959 beim Sprint) Chromgitter.

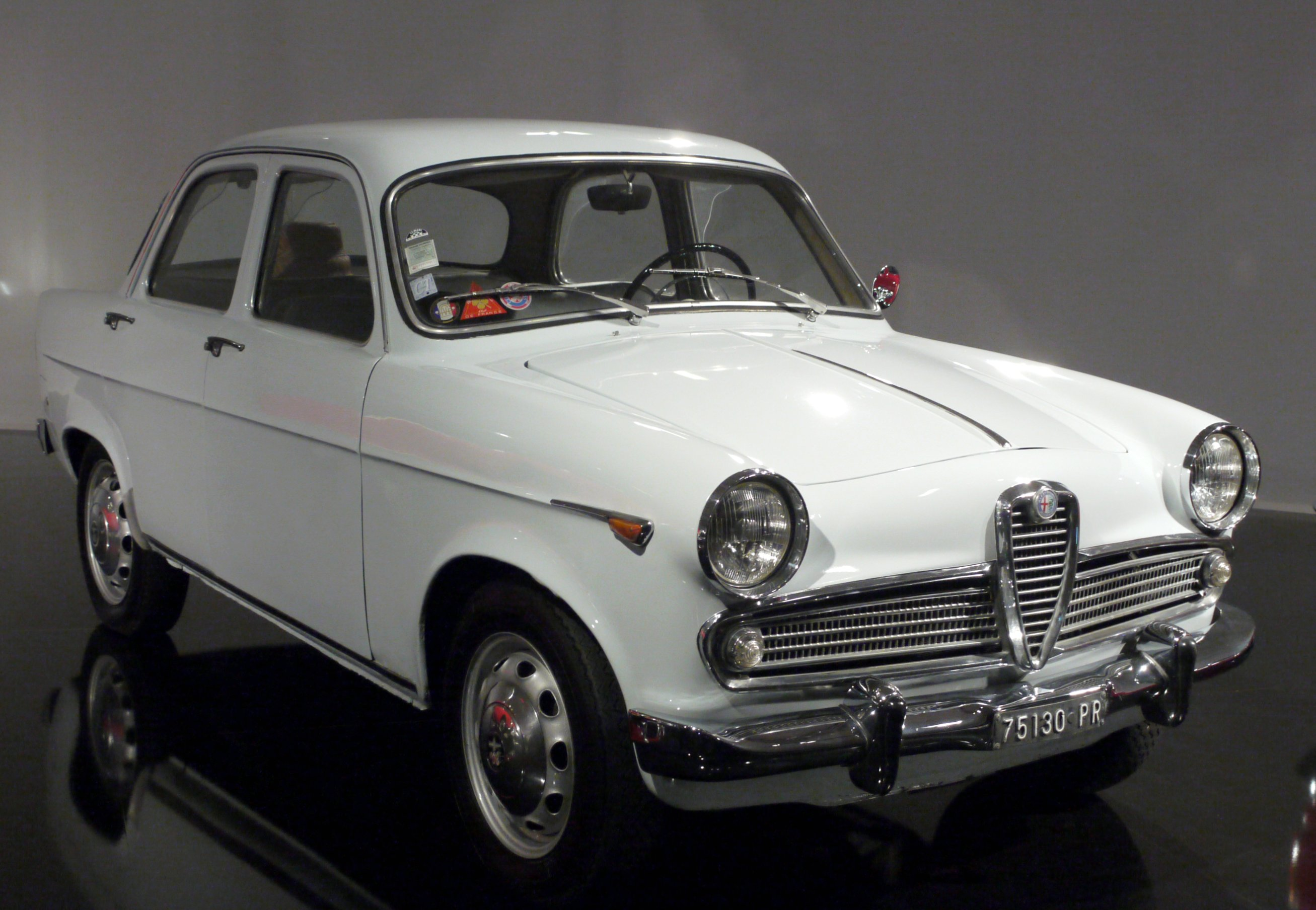
Berlina 3. Serie
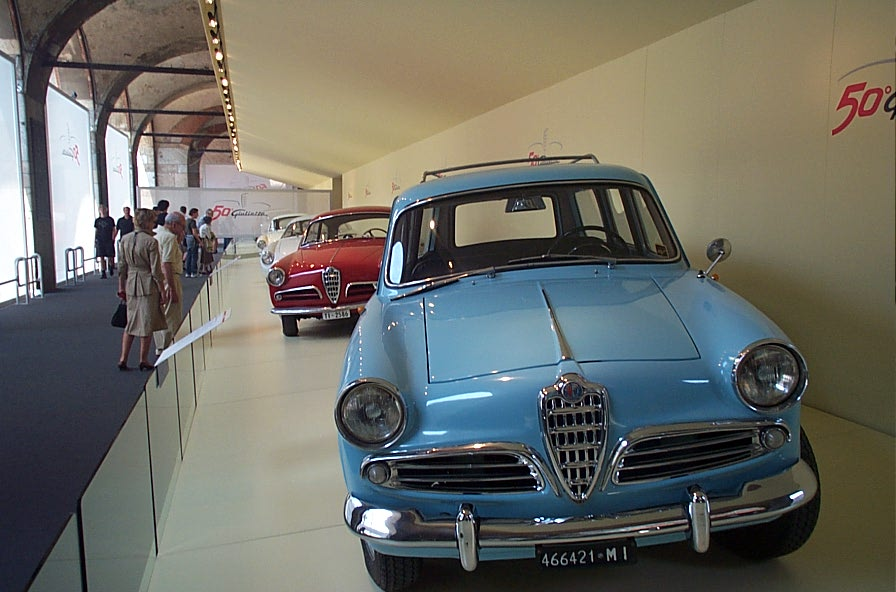
Promiscua
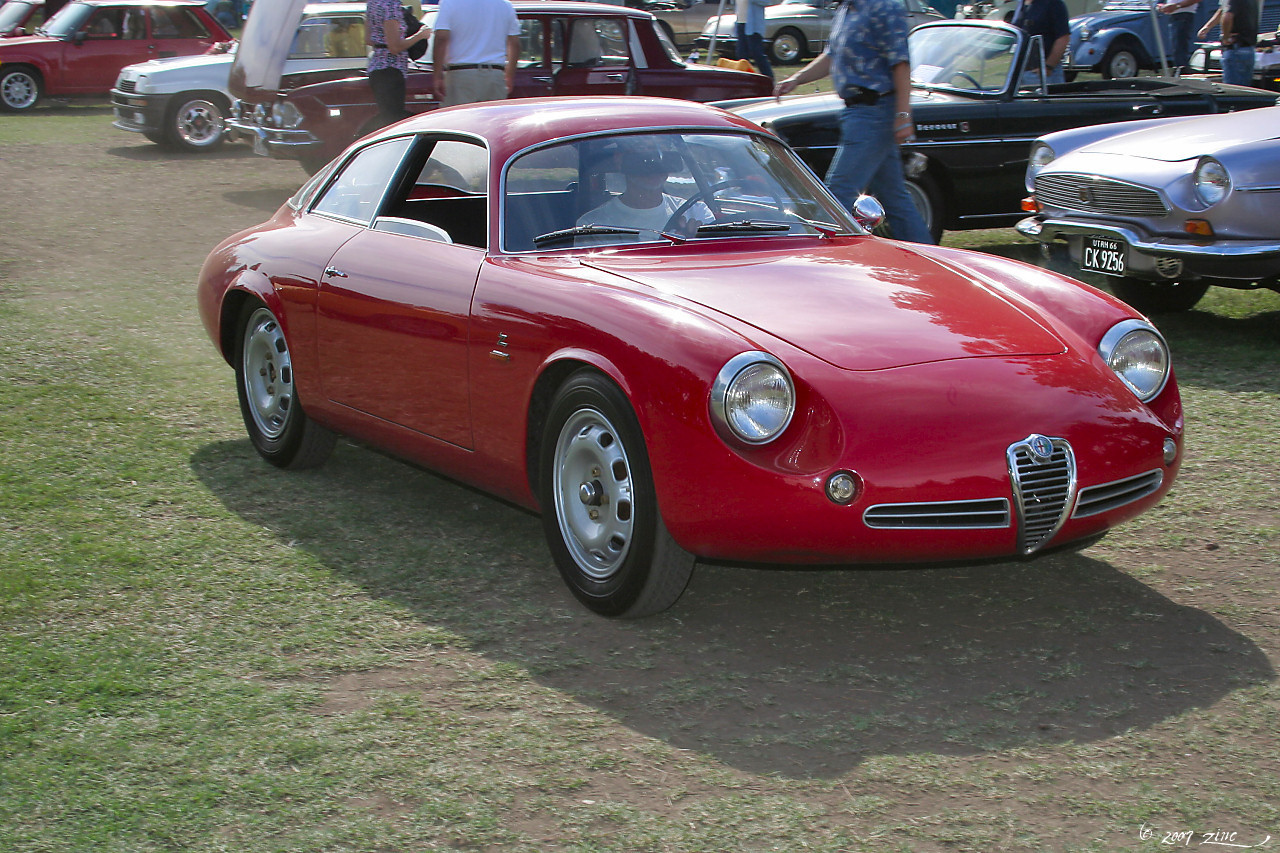
Sprint Zagato
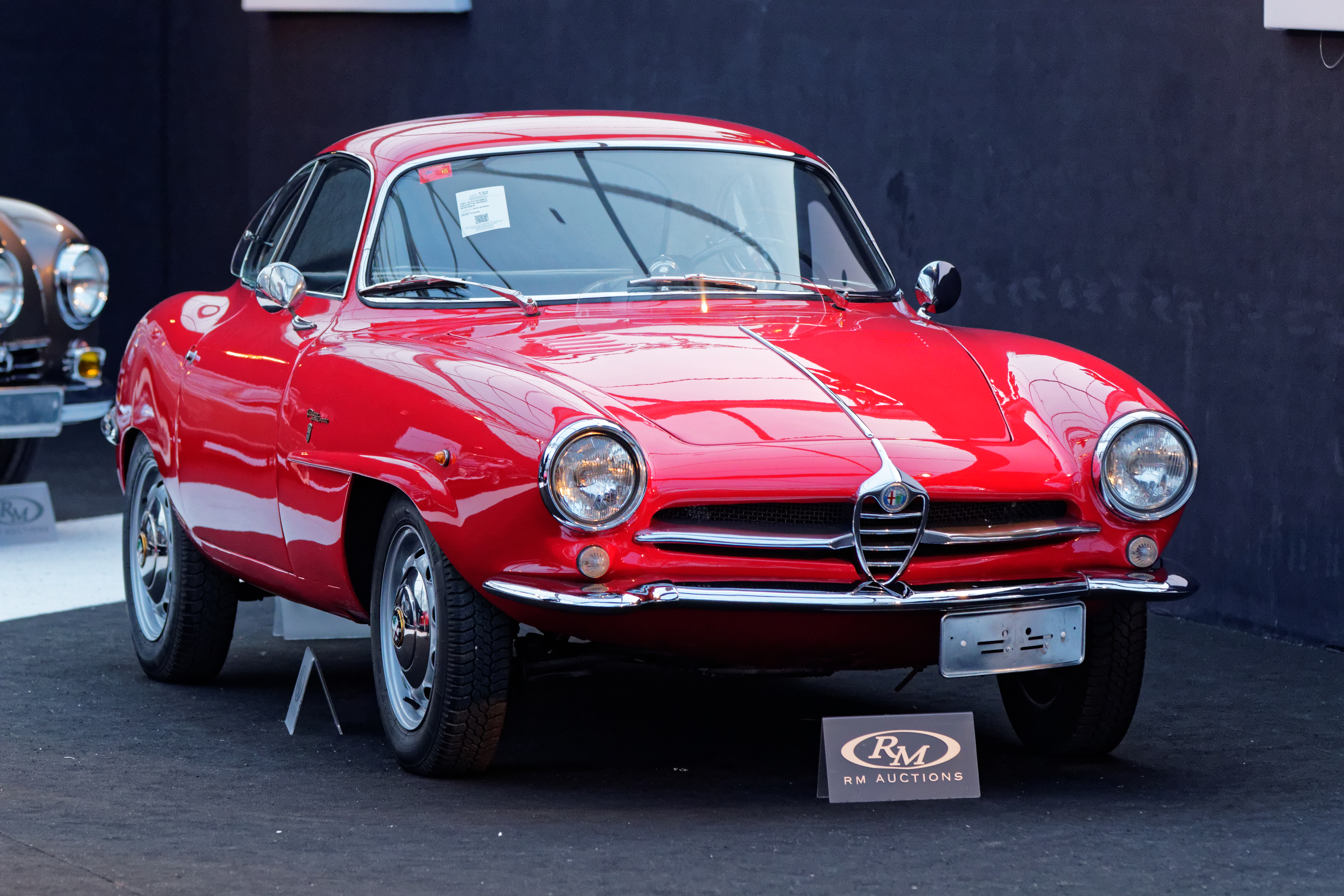
Sprint Speciale

### Übergang zur Giulia
Ab Juni 1962 wurde die Giulietta schrittweise durch die Giulia abgelöst. Die Giulia Limousine und ihr Motor waren komplette Neukonstruktionen. Das erste Giulia Coupé war jedoch weiterhin die Giulietta Sprint, die allerdings den 1600-cm³-Motor der Giulia Limousine erhielt und Scheibenbremsen an der Vorderachse. Das Gleiche gilt für den offenen Spider, der aus Platzgründen zusätzlich eine Lufthutze auf der Motorhaube erhielt. Auch der Sprint Speciale wurde als Giulia weiter gebaut.
Alfa Romeo verkaufte die Giulietta Limousine parallel zur Giulia in unveränderter Ausstattung noch bis Ende 1964.

## Karosserieversionen

### Sprint
Als das zweitürige Coupé auf dem Turiner Autosalon erschien, sammelte das Standpersonal bereits rund 3.000 Bestellungen. Erwartet wurde für den Anfang eine Stückzahl von Eintausend. Die elegante Karosserieform gefiel der Kundschaft, sie diente später als Vorbild für den Nachfolger Alfa Romeo Giulia Sprint GT, genannt „Bertone“, sowie auch für zweitürige Coupés mit sportlichem Anspruch von anderen Herstellern. Für den deutschen Markt war der Preis von 14.980 D-Mark allerdings sehr hoch. Bei einem Gewicht von 880 kg war der Sprint auch für den Motorsport geeignet. Zur Gewichtsreduzierung konnte man bei der Veloce die Hauben und Türen aus Leichtmetall bestellen. Sowohl auf der Rundstrecke als auch im Rallyesport erzielte die Giulietta Sprint Veloce zahlreiche Erfolge. In dem Film Die Dinge des Lebens von 1970 mit Michel Piccoli und Romy Schneider ist eine Giulietta Sprint ein zentraler Punkt der Handlung.

### Berlina
Von der viertürigen Limousine wurden in den zehn Produktionsjahren rund 130.000 Stück hergestellt, davon knapp 40.000 in der leistungsstärkeren t.i.-Version. Gegenüber den anderen zweitürigen Giulietta-Versionen verfügen Berlina und auch Berlina t.i. über eine geänderte Vergaserbestückung und geringere Verdichtung. Die Leistung ist dadurch etwas niedriger, was sich günstig auf den Benzinverbrauch auswirkt. Ein weiteres Unterscheidungsmerkmal ist die Lenkradschaltung, die nur bei der Berlina eingebaut wurde. Allerdings bekam die Berlina der Serie 3, also ab 1961, als t.i.-Version Einzelsitze und auf Wunsch dazu die Mittelschaltung. Zahlreiche Wettbewerber haben erst später die Marktnische der sportlichen Limousine entdeckt und dann erfolgreich zum eigenen geschäftlichen Erfolg ausgebaut.

### Spider
Der US-Importeur von Alfa Romeo, Max Hoffman, hatte die Unternehmensleitung von Alfa Romeo überzeugt, auch einen offenen Roadster zu entwickeln. Bereits in einem frühen Stadium hatte er sich verpflichtet, 600 Fahrzeuge abzunehmen. Dies war die Geburtsstunde zur Entwicklung der Giulietta Spider. Der britische Hersteller Moss produzierte von 1981 bis 1985 in geringer Stückzahl Bausatzfahrzeuge mit einer an den Spider angelehnten Kunststoffkarosserie; das Fahrzeug wurde als Moss Mamba vermarktet.

### Promiscua
Unter der Bezeichnung Promiscua oder auch Giardinetta Promiscua wurde ab Mitte 1957 in geringer Stückzahl ein fünftüriger Kombi von der Mailänder Firma Carrozzeria Colli hergestellt. Durch eine modifizierte Hinterachse ist die Zuladung auf 500 kg erhöht, zusätzlich ist das Fahrzeug serienmäßig mit einem Dachgepäckträger ausgestattet. Ein wichtiger Abnehmer war die italienische Polizei.

### Sprint Zagato
Elio Zagato, Designer und in zweiter Generation Eigentümer des Karosseriebauunternehmens Zagato, nahm sich 1957 die Giulietta Sprint vor, um daraus eine für den Motorsport verbesserte Version zu entwickeln. Das Ergebnis war die Giulietta Sprint Zagato auch Giulietta SZ genannt, die 1959 auf den Markt kam. Wegen der runden Form erhielt der Wagen den Spitznamen Brötchen. Die Karosserie besteht aus Leichtmetall. Bei voller Betankung beträgt das Leistungsgewicht nur 8,5 kg/PS. Im Motorsport hat der Sprint Zagato zahlreiche Preise in der 1300-cm³-Klasse errungen, so unter anderem den Klassensieg bei der Targa Florio 1962 und 1963.
Auch wurden einige Sprint Veloce-Modelle von Zagato umgebaut, genannt Sprint Veloce Zagato (SVZ), diese sind extrem rar.

### Sprint Speciale
Zeitgleich mit der SZ erschien die sportlich-luxuriöse Giulietta Sprint Speciale, auch Giulietta SS genannt, mit einer im Stil der B.A.T.-Modelle von Franco Scaglione entworfenen Karosserie von Bertone. Bei beiden Fahrzeugen, SZ und SS, wurde die Leistung der 1,3-Liter-Maschine dank einer höheren Verdichtung auf 100 PS  gesteigert. In Deutschland betrug 1959 bei der Markteinführung der Preis der SS stolze 23.000 D-Mark.
Produktionstabelle
| Typenbezeichnung | Typenkürzel bis 1958 | Typenkürzel ab 1959 | Bauzeit   | Stückzahl |
| ---------------- | -------------------- | ------------------- | --------- | --------- |
| Berlina          | 750 C                | 101.00/28           | 1955–1964 | 39.057    |
| Berlina t.i.     | 753                  | 101.22/11/29        | 1957–1964 | 92.728    |
| Sprint           | 750 B                | 101.02              | 1954–1962 | 24.084    |
| Sprint Veloce    | 750 E                | 101.06              | 1956–1962 | 3.058     |
| Spider           | 750 D                | 101.03              | 1955–1962 | 14.300    |
| Spider Veloce    | 750 F                | 101.07              | 1955–1962 | 2.907     |
| Promiscua        | 750 C                | 101.22              | 1957–1962 | 91        |
| Sprint Zagato    |                      | 101.26              | 1958–1961 | 210       |
| Sprint Speciale  |                      | 101.20              | 1958–1961 | 1.366     |

## Technik
Wie für Alfa Romeo typisch verfügt die Giulietta über einige technische Besonderheiten mit sportlichem Charakter. Der Motor wurde von Giuseppe Busso entwickelt und war auch die Basis der folgenden Giulia-Serie. Zylinderkopf und der Motorblock bestanden aus einer Aluminiumlegierung, um Gewicht einzusparen und die Wärme besser abzuführen. Durch zwei obenliegende Nockenwellen (DOHC) und hängende Ventile sind die Motoren drehzahlfest. Andere Großserienhersteller boten damals Motoren mit untenliegender Nockenwelle und Ventilsteuerung über Stoßstangen sowie Zylinderköpfen aus Gusseisen an.
Der Motor der Giulietta hat 1290 cm³ Hubraum. Die Motorleistungen sind je nach Modell und Entwicklungsstand unterschiedlich, Berlina von 50 PS (37 kW) bis 62 PS (46 kW), Berlina t.i. von 62 PS (46 kW) bis 74 PS (54 kW), Sprint und Spider von 65 PS (48 kW) bis 80 PS (59 kW) bzw. als Veloce 90 PS (66 kW) sowie SZ/SS mit 100 PS (74 kW). Entsprechend hoch sind die Spitzengeschwindigkeiten, daher zählten die Giuliettas damals zu den schnelleren Fahrzeugen im Straßenverkehr. Alle Modelle haben ein charakteristisches und für Alfa Romeo typisches Auspuffgeräusch.
Das Fahrgestell erlaubt eine sportliche, untersteuernde Fahrweise. Es ist mit großzügig dimensionierten Trommelbremsen ausgestattet. Die hintere Starrachse wird an Längslenkern in Verbindung mit einem Reaktiondreieck aufwändig geführt und verfügt über Schraubenfedern. Die Vorderachse ist als Einzelradaufhängung mit doppelten Dreiecksquerlenkern, Querstabilisator und Schraubenfedern konstruiert.
| Alfa Romeo Giulietta:                       | Berlina | Berlina TI | Sprint | Sprint Veloce | Spider | Spider Veloce | Sprint Speciale | Sprint Zagato |
| ------------------------------------------- | --- | --- | --- | --- | --- | --- | --- | --- |
| Motor:                                      | Vierzylinder-Viertakt-Reihenmotor, Motorblock und Zylinderkopf aus Aluminiumguss, Zylinderlaufbuchsen aus Grauguss, fünffach gelagerte Kurbelwelle, Druckumlaufschmierung – Ölinhalt 6,25 Liter | Vierzylinder-Viertakt-Reihenmotor, Motorblock und Zylinderkopf aus Aluminiumguss, Zylinderlaufbuchsen aus Grauguss, fünffach gelagerte Kurbelwelle, Druckumlaufschmierung – Ölinhalt 6,25 Liter | Vierzylinder-Viertakt-Reihenmotor, Motorblock und Zylinderkopf aus Aluminiumguss, Zylinderlaufbuchsen aus Grauguss, fünffach gelagerte Kurbelwelle, Druckumlaufschmierung – Ölinhalt 6,25 Liter | Vierzylinder-Viertakt-Reihenmotor, Motorblock und Zylinderkopf aus Aluminiumguss, Zylinderlaufbuchsen aus Grauguss, fünffach gelagerte Kurbelwelle, Druckumlaufschmierung – Ölinhalt 6,25 Liter | Vierzylinder-Viertakt-Reihenmotor, Motorblock und Zylinderkopf aus Aluminiumguss, Zylinderlaufbuchsen aus Grauguss, fünffach gelagerte Kurbelwelle, Druckumlaufschmierung – Ölinhalt 6,25 Liter | Vierzylinder-Viertakt-Reihenmotor, Motorblock und Zylinderkopf aus Aluminiumguss, Zylinderlaufbuchsen aus Grauguss, fünffach gelagerte Kurbelwelle, Druckumlaufschmierung – Ölinhalt 6,25 Liter | Vierzylinder-Viertakt-Reihenmotor, Motorblock und Zylinderkopf aus Aluminiumguss, Zylinderlaufbuchsen aus Grauguss, fünffach gelagerte Kurbelwelle, Druckumlaufschmierung – Ölinhalt 6,25 Liter | Vierzylinder-Viertakt-Reihenmotor, Motorblock und Zylinderkopf aus Aluminiumguss, Zylinderlaufbuchsen aus Grauguss, fünffach gelagerte Kurbelwelle, Druckumlaufschmierung – Ölinhalt 6,25 Liter |
| Hubraum:                                    | 1290 cm³ | 1290 cm³ | 1290 cm³ | 1290 cm³ | 1290 cm³ | 1290 cm³ | 1290 cm³ | 1290 cm³ |
| Bohrung × Hub:                              | 74 × 75 mm | 74 × 75 mm | 74 × 75 mm | 74 × 75 mm | 74 × 75 mm | 74 × 75 mm | 74 × 75 mm | 74 × 75 mm |
| Leistung (PS) bei 1/min:                    | 39 kW (53 PS) 5200 | 48 kW (65 PS) 5500 | 59 kW (80 PS) 6000 | 66 kW (90 PS) 6000 | 59 kW (80 PS) 6000 | 66 kW (90 PS) 6000 | 74 kW (100 PS) 6000 | 74 kW (100 PS) 6000 |
| Max. Drehmoment N m bei 1/min:              | 92 2800 | 97 3500 | 102 3500 | 112 4500 | 102 3500 | 112 4500 | 117 4500 | 117 4500 |
| Gemischaufbereitung:                        | 1 Fallstromvergaser Solex 32 PBIC | 1 Doppelvergaser Solex 35 APAIG | 1 Doppelvergaser Solex 35 APAIG | 2 Doppelvergaser Weber 40 DCOE | 1 Doppelvergaser Solex 35 APAIG | 2 Doppelvergaser Weber 40 DCOE | 2 Doppelvergaser Weber 40 DCOE | 2 Doppelvergaser Weber 40 DCOE |
| Ventilsteuerung:                            | DOHC: zwei obenliegende, kettengetriebene Nockenwellen betätigen über Tassenstößel zwei V-förmig angeordnete Ventile je Zylinder                                                                | DOHC: zwei obenliegende, kettengetriebene Nockenwellen betätigen über Tassenstößel zwei V-förmig angeordnete Ventile je Zylinder                                                                | DOHC: zwei obenliegende, kettengetriebene Nockenwellen betätigen über Tassenstößel zwei V-förmig angeordnete Ventile je Zylinder                                                                | DOHC: zwei obenliegende, kettengetriebene Nockenwellen betätigen über Tassenstößel zwei V-förmig angeordnete Ventile je Zylinder                                                                | DOHC: zwei obenliegende, kettengetriebene Nockenwellen betätigen über Tassenstößel zwei V-förmig angeordnete Ventile je Zylinder                                                                | DOHC: zwei obenliegende, kettengetriebene Nockenwellen betätigen über Tassenstößel zwei V-förmig angeordnete Ventile je Zylinder                                                                | DOHC: zwei obenliegende, kettengetriebene Nockenwellen betätigen über Tassenstößel zwei V-förmig angeordnete Ventile je Zylinder                                                                | DOHC: zwei obenliegende, kettengetriebene Nockenwellen betätigen über Tassenstößel zwei V-förmig angeordnete Ventile je Zylinder                                                                |
| Kühlung:                                    | Wasserkühlung | Wasserkühlung | Wasserkühlung | Wasserkühlung | Wasserkühlung | Wasserkühlung | Wasserkühlung | Wasserkühlung |
| Getriebe:                                   | 4-Gang-Getriebe, Lenkradschaltung | 4-Gang-Getriebe, Lenkradschaltung | 4-Gang-Getriebe, Mittelschaltung | 4-Gang-Getriebe, Mittelschaltung | 4-Gang-Getriebe, Mittelschaltung | 4-Gang-Getriebe, Mittelschaltung | 5-Gang-Getriebe, Mittelschaltung | 5-Gang-Getriebe, Mittelschaltung |
| Radaufhängung vorn:                         | doppelte Dreieckslenker, Schraubenfedern | doppelte Dreieckslenker, Schraubenfedern | doppelte Dreieckslenker, Schraubenfedern | doppelte Dreieckslenker, Schraubenfedern | doppelte Dreieckslenker, Schraubenfedern | doppelte Dreieckslenker, Schraubenfedern | doppelte Dreieckslenker, Schraubenfedern | doppelte Dreieckslenker, Schraubenfedern |
| Radaufhängung hinten:                       | Starrachse an Längslenkern und am Differentialgehäuse angelenktem Dreieckslenker, Schraubenfedern                                                                                               | Starrachse an Längslenkern und am Differentialgehäuse angelenktem Dreieckslenker, Schraubenfedern                                                                                               | Starrachse an Längslenkern und am Differentialgehäuse angelenktem Dreieckslenker, Schraubenfedern                                                                                               | Starrachse an Längslenkern und am Differentialgehäuse angelenktem Dreieckslenker, Schraubenfedern                                                                                               | Starrachse an Längslenkern und am Differentialgehäuse angelenktem Dreieckslenker, Schraubenfedern                                                                                               | Starrachse an Längslenkern und am Differentialgehäuse angelenktem Dreieckslenker, Schraubenfedern                                                                                               | Starrachse an Längslenkern und am Differentialgehäuse angelenktem Dreieckslenker, Schraubenfedern                                                                                               | Starrachse an Längslenkern und am Differentialgehäuse angelenktem Dreieckslenker, Schraubenfedern                                                                                               |
| Bremsen:                                    | Trommelbremsen vorn und hinten | Trommelbremsen vorn und hinten | Trommelbremsen vorn und hinten | Trommelbremsen vorn und hinten | Trommelbremsen vorn und hinten | Trommelbremsen vorn und hinten | Trommelbremsen vorn und hinten | Trommelbremsen vorn und hinten |
| Lenkung:                                    | Schneckenlenkung | Schneckenlenkung | Schneckenlenkung | Schneckenlenkung | Schneckenlenkung | Schneckenlenkung | Schneckenlenkung | Schneckenlenkung |
| Karosserie:                                 | Stahlblech, auf Plattformrahmen | Stahlblech, auf Plattformrahmen | Stahlblech, auf Plattformrahmen | Stahlblech, auf Plattformrahmen | Stahlblech, auf Plattformrahmen | Stahlblech, auf Plattformrahmen | Aluminium, auf Plattformrahmen | Aluminium, auf Plattformrahmen |
| Spurweite vorn/hinten:                      | 1292/1270 mm | 1292/1270 mm | 1292/1270 mm | 1292/1270 mm | 1292/1270 mm | 1292/1270 mm | 1292/1270 mm | 1292/1270 mm |
| Radstand:                                   | 2380 mm | 2380 mm | 2380 mm | 2380 mm | 2250 mm | 2250 mm | 2250 mm | 2250 mm |
| Abmessungen:                                | 4033–4106 × 1555 × 1405 mm | 4033–4106 × 1555 × 1405 mm | 3980 × 1535 × 1320 mm | 3980 × 1535 × 1320 mm | 3900 × 1580 × 1260 mm | 3900 × 1580 × 1260 mm | 4120 × 1660 × 1240 mm | 3800 × 1550 × 1220 mm |
| Leergewicht:                                | 915 kg | 915 kg | 880 kg | 895 kg | 860 kg | 865 kg | 860 kg | 750 kg |
| Höchstgeschwindigkeit:                      | 140 km/h | 155 km/h | 165 km/h | 180 km/h | 165 km/h | 180 km/h | 200 km/h | 215 km/h |
| 0–100 km/h:                                 | nicht angegeben | nicht angegeben | nicht angegeben | nicht angegeben | nicht angegeben | nicht angegeben | nicht angegeben | nicht angegeben |
| Verbrauch (Liter/100 Kilometer, CUNA-Norm): | 8,3 N | 8,5 S | 9,0 S | 11,0 S | 9,0 S | 11,0 S | 12,5 S | 12,5 S |
| Preis 1960 (Schweiz, SFr):                  | 12.500 | 13.500 | 15.900 | 17.900 | 15.250 | 17.250 | 21.500 | 21.500 |